# Eleições autárquicas portuguesas de 1997 no distrito de Vila Real
| Eleições autárquicas portuguesas de 1997 Distritos: Aveiro \| Beja \| Braga \| Bragança \| Castelo Branco \| Coimbra \| Évora \| Faro \| Guarda \| Leiria \| Lisboa \| Portalegre \| Porto \| Santarém \| Setúbal \| Viana do Castelo \| Vila Real \| Viseu \| Açores \| Madeira |

## Resultados por concelho
Os resultados nos concelhos do Distrito de Vila Real foram os seguintes:

### Alijó
| Partido                 | Partido                        | Votos  | %               | +/-   | Vereadores | +/-     |
| ----------------------- | ------------------------------ | ------ | --------------- | ----- | ---------- | ------- |
|                         | Partido Socialista             | 5 595  | 56,24 / 100,00  | 17,74 | 5 / 7      | 2       |
|                         | Partido Social Democrata       | 3 336  | 33,53 / 100,00  | 2,80  | 2 / 7      | 1       |
|                         | Partido Popular                | 448    | 4,50 / 100,00   | 14,54 | 0 / 7      | 1       |
|                         | Coligação Democrática Unitária | 150    | 1,51 / 100,00   | 0,28  | 0 / 7      | Estável |
| Votos Inválidos         | Votos Inválidos                | 420    | 4,22 / 100,00   | 0,12  |            |         |
| Total                   | Total                          | 9 949  | 100,00 / 100,00 |       | 7 / 7      |         |
| Eleitorado/Participação | Eleitorado/Participação        | 14 603 | 68,13 / 100,00  | 2,75  |            |         |

### Boticas
| Partido                 | Partido                        | Votos | %               | +/-  | Vereadores | +/-     |
| ----------------------- | ------------------------------ | ----- | --------------- | ---- | ---------- | ------- |
|                         | Partido Social Democrata       | 3 159 | 66,20 / 100,00  | 8,35 | 4 / 5      | 1       |
|                         | Partido Socialista             | 1 274 | 26,70 / 100,00  | 8,52 | 1 / 5      | 1       |
|                         | Coligação Democrática Unitária | 77    | 1,61 / 100,00   | 0,77 | 0 / 5      | Estável |
|                         | Partido Popular                | 40    | 0,84 / 100,00   | 1,10 | 0 / 5      | Estável |
| Votos Inválidos         | Votos Inválidos                | 222   | 4,65 / 100,00   | 0,50 |            |         |
| Total                   | Total                          | 4 772 | 100,00 / 100,00 |      | 5 / 5      |         |
| Eleitorado/Participação | Eleitorado/Participação        | 7 776 | 61,37 / 100,00  | 3,89 |            |         |

### Chaves
| Partido                 | Partido                        | Votos  | %               | +/-  | Vereadores | +/-     |
| ----------------------- | ------------------------------ | ------ | --------------- | ---- | ---------- | ------- |
|                         | Partido Socialista             | 13 181 | 48,92 / 100,00  | 5,50 | 4 / 7      | Estável |
|                         | Partido Social Democrata       | 11 555 | 42,89 / 100,00  | 7,15 | 3 / 7      | Estável |
|                         | Partido Popular                | 712    | 2,64 / 100,00   | 2,31 | 0 / 7      | Estável |
|                         | Coligação Democrática Unitária | 496    | 1,84 / 100,00   | 0,49 | 0 / 7      | Estável |
| Votos Inválidos         | Votos Inválidos                | 998    | 3,71 / 100,00   | 0,17 |            |         |
| Total                   | Total                          | 26 942 | 100,00 / 100,00 |      | 7 / 7      |         |
| Eleitorado/Participação | Eleitorado/Participação        | 44 040 | 61,18 / 100,00  | 2,58 |            |         |

### Mesão Frio
| Partido                 | Partido                        | Votos | %               | +/-  | Vereadores | +/-     |
| ----------------------- | ------------------------------ | ----- | --------------- | ---- | ---------- | ------- |
|                         | Partido Social Democrata       | 2 208 | 62,78 / 100,00  | 0,73 | 4 / 5      | 1       |
|                         | Partido Socialista             | 1 023 | 29,09 / 100,00  | 4,31 | 1 / 5      | 1       |
|                         | Partido Popular                | 118   | 3,36 / 100,00   | -    | 0 / 5      | -       |
|                         | Coligação Democrática Unitária | 36    | 1,02 / 100,00   | 0,10 | 0 / 5      | Estável |
| Votos Inválidos         | Votos Inválidos                | 132   | 3,76 / 100,00   | 0,13 |            |         |
| Total                   | Total                          | 3 517 | 100,00 / 100,00 |      | 5 / 5      |         |
| Eleitorado/Participação | Eleitorado/Participação        | 4 833 | 72,77 / 100,00  | 2,48 |            |         |

### Mondim de Basto
| Partido                 | Partido                        | Votos | %               | +/-   | Vereadores | +/-     |
| ----------------------- | ------------------------------ | ----- | --------------- | ----- | ---------- | ------- |
|                         | Partido Social Democrata       | 2 665 | 49,35 / 100,00  | 14,30 | 3 / 5      | 1       |
|                         | Partido Popular                | 1 977 | 36,61 / 100,00  | 9,44  | 2 / 5      | 1       |
|                         | Partido Socialista             | 560   | 10,37 / 100,00  | 3,44  | 0 / 5      | Estável |
|                         | Coligação Democrática Unitária | 28    | 0,52 / 100,00   | 0,63  | 0 / 5      | Estável |
|                         | PCTP/MRPP                      | 28    | 0,52 / 100,00   | 0,14  | 0 / 5      | Estável |
| Votos Inválidos         | Votos Inválidos                | 142   | 2,63 / 100,00   | 0,65  |            |         |
| Total                   | Total                          | 5 400 | 100,00 / 100,00 |       | 5 / 5      |         |
| Eleitorado/Participação | Eleitorado/Participação        | 8 041 | 67,16 / 100,00  | 1,06  |            |         |

### Montalegre
| Partido                 | Partido                        | Votos  | %               | +/-  | Vereadores | +/-     |
| ----------------------- | ------------------------------ | ------ | --------------- | ---- | ---------- | ------- |
|                         | Partido Socialista             | 5 010  | 50,53 / 100,00  | 0,35 | 4 / 7      | Estável |
|                         | Partido Social Democrata       | 4 208  | 42,45 / 100,00  | 2,20 | 3 / 7      | Estável |
|                         | Partido Popular                | 246    | 2,48 / 100,00   | 1,45 | 0 / 7      | Estável |
|                         | Coligação Democrática Unitária | 91     | 0,92 / 100,00   | 0,43 | 0 / 7      | Estável |
| Votos Inválidos         | Votos Inválidos                | 359    | 3,63 / 100,00   | 0,68 |            |         |
| Total                   | Total                          | 9 914  | 100,00 / 100,00 |      | 7 / 7      |         |
| Eleitorado/Participação | Eleitorado/Participação        | 16 006 | 61,94 / 100,00  | 3,38 |            |         |

### Murça
| Partido                 | Partido                        | Votos | %               | +/-   | Vereadores | +/-     |
| ----------------------- | ------------------------------ | ----- | --------------- | ----- | ---------- | ------- |
|                         | Partido Social Democrata       | 2 602 | 51,85 / 100,00  | 6,36  | 3 / 5      | 1       |
|                         | Partido Socialista             | 1 787 | 35,61 / 100,00  | 4,09  | 2 / 5      | Estável |
|                         | Partido Popular                | 380   | 7,57 / 100,00   | 12,12 | 0 / 5      | 1       |
|                         | Coligação Democrática Unitária | 27    | 0,54 / 100,00   | 0,20  | 0 / 5      | Estável |
| Votos Inválidos         | Votos Inválidos                | 222   | 4,42 / 100,00   | 0,85  |            |         |
| Total                   | Total                          | 5 018 | 100,00 / 100,00 |       | 5 / 5      |         |
| Eleitorado/Participação | Eleitorado/Participação        | 7 607 | 65,97 / 100,00  | 4,43  |            |         |

### Peso da Régua
| Partido                 | Partido                        | Votos  | %               | +/-  | Vereadores | +/-     |
| ----------------------- | ------------------------------ | ------ | --------------- | ---- | ---------- | ------- |
|                         | Partido Socialista             | 5 051  | 45,72 / 100,00  | 8,97 | 4 / 7      | 1       |
|                         | Partido Social Democrata       | 4 788  | 43,34 / 100,00  | 7,69 | 3 / 7      | 1       |
|                         | Partido Popular                | 621    | 5,62 / 100,00   | 1,08 | 0 / 7      | Estável |
|                         | Coligação Democrática Unitária | 218    | 1,97 / 100,00   | 0,23 | 0 / 7      | Estável |
| Votos Inválidos         | Votos Inválidos                | 370    | 3,35 / 100,00   | 0,04 |            |         |
| Total                   | Total                          | 11 048 | 100,00 / 100,00 |      | 7 / 7      |         |
| Eleitorado/Participação | Eleitorado/Participação        | 17 503 | 63,12 / 100,00  | 2,60 |            |         |

### Ribeira de Pena
| Partido                 | Partido                        | Votos | %               | +/-  | Vereadores | +/-     |
| ----------------------- | ------------------------------ | ----- | --------------- | ---- | ---------- | ------- |
|                         | Partido Socialista             | 2 433 | 48,66 / 100,00  | 8,44 | 3 / 5      | 1       |
|                         | Partido Social Democrata       | 2 361 | 47,22 / 100,00  | 0,84 | 2 / 5      | 1       |
|                         | Partido Popular                | 82    | 1,64 / 100,00   | 5,66 | 0 / 5      | Estável |
|                         | Coligação Democrática Unitária | 27    | 0,54 / 100,00   | 0,61 | 0 / 5      | Estável |
| Votos Inválidos         | Votos Inválidos                | 97    | 1,94 / 100,00   | 1,33 |            |         |
| Total                   | Total                          | 5 000 | 100,00 / 100,00 |      | 5 / 5      |         |
| Eleitorado/Participação | Eleitorado/Participação        | 7 882 | 63,44 / 100,00  | 0,60 |            |         |

### Sabrosa
| Partido                 | Partido                        | Votos | %               | +/-   | Vereadores | +/-     |
| ----------------------- | ------------------------------ | ----- | --------------- | ----- | ---------- | ------- |
|                         | Partido Social Democrata       | 2 683 | 50,80 / 100,00  | 10,34 | 3 / 5      | 1       |
|                         | Partido Socialista             | 2 221 | 42,06 / 100,00  | 11,53 | 2 / 5      | 1       |
|                         | Coligação Democrática Unitária | 91    | 1,72 / 100,00   | 0,13  | 0 / 5      | Estável |
|                         | Partido Popular                | 81    | 1,53 / 100,00   | -     | 0 / 5      | -       |
| Votos Inválidos         | Votos Inválidos                | 205   | 2,88 / 100,00   | 1,23  |            |         |
| Total                   | Total                          | 5 281 | 100,00 / 100,00 |       | 5 / 5      |         |
| Eleitorado/Participação | Eleitorado/Participação        | 7 400 | 71,36 / 100,00  | 0,57  |            |         |

### Santa Marta de Penaguião
| Partido                 | Partido                        | Votos | %               | +/-  | Vereadores | +/-     |
| ----------------------- | ------------------------------ | ----- | --------------- | ---- | ---------- | ------- |
|                         | Partido Socialista             | 3 683 | 53,35 / 100,00  | 3,67 | 3 / 5      | Estável |
|                         | Partido Social Democrata       | 2 981 | 43,18 / 100,00  | 7,97 | 2 / 5      | Estável |
|                         | Partido Popular                | 51    | 0,74 / 100,00   | 2,29 | 0 / 5      | Estável |
|                         | Coligação Democrática Unitária | 45    | 0,65 / 100,00   | 0,53 | 0 / 5      | Estável |
| Votos Inválidos         | Votos Inválidos                | 144   | 2,09 / 100,00   | 1,47 |            |         |
| Total                   | Total                          | 6 904 | 100,00 / 100,00 |      | 5 / 5      |         |
| Eleitorado/Participação | Eleitorado/Participação        | 9 328 | 74,01 / 100,00  | 1,06 |            |         |

### Valpaços
| Partido                 | Partido                        | Votos  | %               | +/-   | Vereadores | +/-     |
| ----------------------- | ------------------------------ | ------ | --------------- | ----- | ---------- | ------- |
|                         | Partido Social Democrata       | 7 303  | 54,48 / 100,00  | 1,90  | 4 / 7      | 1       |
|                         | Partido Socialista             | 4 726  | 35,25 / 100,00  | 16,02 | 3 / 7      | 2       |
|                         | Partido Popular                | 590    | 4,40 / 100,00   | 7,99  | 0 / 7      | 1       |
|                         | Coligação Democrática Unitária | 116    | 0,87 / 100,00   | 4,29  | 0 / 7      | Estável |
| Votos Inválidos         | Votos Inválidos                | 671    | 5,00 / 100,00   | 1,84  |            |         |
| Total                   | Total                          | 13 406 | 100,00 / 100,00 |       | 7 / 7      |         |
| Eleitorado/Participação | Eleitorado/Participação        | 22 490 | 59,61 / 100,00  | 0,25  |            |         |

### Vila Pouca de Aguiar
| Partido                 | Partido                        | Votos  | %               | +/-  | Vereadores | +/-     |
| ----------------------- | ------------------------------ | ------ | --------------- | ---- | ---------- | ------- |
|                         | Partido Socialista             | 4 636  | 45,51 / 100,00  | 5,44 | 4 / 7      | Estável |
|                         | Partido Social Democrata       | 4 223  | 41,45 / 100,00  | 6,71 | 3 / 7      | Estável |
|                         | Partido Popular                | 605    | 5,94 / 100,00   | 2,94 | 0 / 7      | Estável |
|                         | Coligação Democrática Unitária | 367    | 3,60 / 100,00   | 2,46 | 0 / 7      | Estável |
| Votos Inválidos         | Votos Inválidos                | 356    | 3,49 / 100,00   | 0,80 |            |         |
| Total                   | Total                          | 10 187 | 100,00 / 100,00 |      | 7 / 7      |         |
| Eleitorado/Participação | Eleitorado/Participação        | 16 723 | 60,92 / 100,00  | 1,21 |            |         |

### Vila Real
| Partido                 | Partido                        | Votos  | %               | +/-   | Vereadores | +/-     |
| ----------------------- | ------------------------------ | ------ | --------------- | ----- | ---------- | ------- |
|                         | Partido Social Democrata       | 16 650 | 54,76 / 100,00  | 13,18 | 4 / 7      | 1       |
|                         | Partido Socialista             | 11 242 | 36,97 / 100,00  | 1,54  | 3 / 7      | Estável |
|                         | Partido Popular                | 893    | 2,94 / 100,00   | 9,46  | 0 / 7      | 1       |
|                         | Coligação Democrática Unitária | 715    | 2,35 / 100,00   | 1,71  | 0 / 7      | Estável |
| Votos Inválidos         | Votos Inválidos                | 906    | 2,98 / 100,00   | 0,48  |            |         |
| Total                   | Total                          | 30 406 | 100,00 / 100,00 |       | 7 / 7      |         |
| Eleitorado/Participação | Eleitorado/Participação        | 43 798 | 69,42 / 100,00  | 1,80  |            |         |